# 울산함
다음은 경상남도 울산시의 이름을 딴 대한민국 해군의 함정 이름 울산함을 나열한 것이다.
- AKL-910 울산, 1952년 미국 해군에 취역, 1971년 대한민국 해군에 재취역하고 부여받은 경량화물선급 USS 브룰레 (AKL-28)의 이름.
- FF-951 울산, 1981년 1월 1일 취역한 울산급 호위함 선도함.

| Disambiguation icon | 이 문서는 명칭이 같고 같은 종류에 속하는 여러 대상을 연결하는 색인 문서입니다. |